# 2015年6月臺灣
| << | 2015年6月 （民國104年） | >> |    |    |    |    |
| \| 日 \| 一 \| 二 \| 三 \| 四 \| 五 \| 六 \| \| \| 1 \| 2 \| 3 \| 4 \| 5 \| 6 \| \| 7 \| 8 \| 9 \| 10 \| 11 \| 12 \| 13 \| \| 14 \| 15 \| 16 \| 17 \| 18 \| 19 \| 20 \| \| 21 \| 22 \| 23 \| 24 \| 25 \| 26 \| 27 \| \| 28 \| 29 \| 30 \| \| \| \| \| \| \| \| \| \| \| \| \| |                         |    |    |    |    |    |
| 臺灣新聞動態／維基新聞 |                         |    |    |    |    |    |
| 世界／中国大陆／臺灣 |                         |    |    |    |    |    |
| 日 | 一                      | 二 | 三 | 四 | 五 | 六 |
| | 1                       | 2  | 3  | 4  | 5  | 6  |
| 7 | 8                       | 9  | 10 | 11 | 12 | 13 |
| 14 | 15                      | 16 | 17 | 18 | 19 | 20 |
| 21 | 22                      | 23 | 24 | 25 | 26 | 27 |
| 28 | 29                      | 30 |    |    |    |    |
| |                         |    |    |    |    |    |

## 6月1日
- 安鈞璨於凌晨因肝癌病逝，得年31歲[1][2]，經紀公司鴻言娛樂表示，安鈞璨的告別式於6月8日舉行。[3][4]
- 台灣股市漲跌幅限制今日起放寬至10%[5]。
- 因教育部推動的高中公民歷史微調課綱而引起的台灣高中生發起反高中課綱微調運動，至今已有至少150所高中職學生成立臉書專頁反黑箱微調課綱。對此教育部長吳思華表示教育部尊重教師自主選書，不會有任何行政干預，且新舊版教科書差異部分不列入命題範圍。[6][7]。

## 6月3日
- 針對中國駐美大使崔天凱表示民進黨總統參選人蔡英文應通過13億中國人的考試的言論，陸委會主委夏立言今日在立法院內政委員會上表示，崔天凱說法不妥，蔡英文選的是中華民國總統，是要經過台灣2300萬人決定而不是其他人。[8]
- TVBS新聞獨家報導蔡英文秘密拜訪美國貿易代表署，蔡英文與立法委員蕭美琴看到記者時臉色難看，民進黨秘書長吳釗燮一度伸手阻擋記者拍攝並喊「不要、不要、不要、不要照了」；民進黨僅說，美方沒授權的事不會回應[9]。

## 6月4日
- 民進黨臺北市議員梁文傑在民進黨臺北市黨部主任委員黃承國陪同下召開記者會，宣布退出臺北市第三選舉區立法委員選舉。梁文傑說，他已將此事告知民進黨中央，民進黨主席蔡英文也知道此事[10]。

## 6月5日
- 經法務部部長羅瑩雪批准後，王秀昉、鄭金文、曹添壽、黃主旺、王俊欽、王裕隆6名死刑犯傍晚分別於臺北、臺中、臺南、高雄執行槍決。[11]

## 6月6日
- 數個民間團體與政黨上午於屏東、高雄、臺南、嘉義、雲林、南投、彰化、臺中、臺北等9個行政區舉行全國反空污大遊行，要求政府重視空氣汙染危害並提出具體改善方法。[12][13][14]
- 沃草有限公司創辦人柳林瑋在臉書表示，他擔任該公司代表人及執行長期間在財務管理上發生重大錯誤，即日起辭去該公司一切職務。沃草公司則發布聲明表示，柳林瑋於執行職務期間在財務管理上發生重大錯誤情事，經查證屬實；該公司已於第一時間迅速處理，已將錯誤導正；該公司自即日起解除柳林瑋的執行長及一切相關職務，柳林瑋此後不再代表該公司，該公司新任代表人由現任發言人林祖儀代理[15]。公民1985行動聯盟則在臉書宣布，柳林瑋近日要求廠商開立新臺幣30萬元的活動經費收據，卻未向該聯盟交待資金流向，該聯盟遂開會決定即日起暫時將柳林瑋停權[16]。
- 國立臺灣大學校長楊泮池表示，台大將全面暫停竹北分部相關開發計畫，目前已經開設的專班則會繼續進行[17]。
- 海巡署在高雄港外海舉辦「海安八號」演習，同時宜蘭艦 (CG128)與高雄艦 (CG129)正式成軍[18]。
- 因應反課綱運動，教育部表示，已排定下周起將在北中南舉辦4場座談會，由官員和高中生進行溝通對話，其中6月9日首場在台中一中舉辦，部長吳思華將親自到場參與。[19]

## 6月9日
- 教育部說明微調課綱的分區座談會首場在台中一中舉行，吳思華在會中表示新舊版本內容差異不會列入考試，會讓新舊版本並行。然而吳思華離開時拒絕再做任何回應，遭到抗議學生攔住教育部部長吳思華座車抗議，校方人員將學生拉離才讓吳脫困。蘋果樹公社社長廖崇倫表示：「部長的回答空洞、在開空頭支票，課綱若不能退回重審，不排除走上街頭發展成一場公民運動！」。[20]

## 6月10日
- 由教育部在台中一中舉辦的說明微調課綱座談會，被認為未正面回答學生問題，引起學生抗議。部長吳思華今日表示表示政治力不要介入校園。引起「歷史教師深耕聯盟」發新聞稿批評吳思華「有講等於沒講」的風格，反而讓課綱錯誤更加嚴重。史耕聯盟指出，吳思華應表示他的態度，但只一路用「史觀差異」閃躲責任。前民進黨主席施明德今日也批評，教育部是台灣的恥辱，並強調自己「支持高中生！」[21][22]

## 6月11日
- 持有澳大利亚工作假期簽證的楊成效，於放假期間前往烏魯汝－卡塔楚塔國家公園參觀景點時，因途中擅自脫隊，而不慎被風吹落至岩石裂縫裡，造成身體多處骨折。[23]

## 6月12日
- 教育部原定明日上午、下午到台南一中、師大附中舉辦課綱微調座談會，在今晚宣佈臨時取消。教育部稱理由是憂心外校人士進校園，會影響學生和教育部長吳思華的理性對話。引起學生批評教育部此舉不尊重學生。[24]

## 6月13日
- Lamigo桃猿因同天統一7-11獅以11比2擊敗義大犀牛提前成為中華職棒26年上半季冠軍，也是中華職棒第九次非自力封王的季冠軍隊伍。[25][26][27]

## 6月14日
- 國民黨秘書長李四川公布國民黨總統初選民調結果，立法院副院長洪秀柱在三家民調機構的電話民調中以平均支持率46.203%突破國民黨設定的30%門檻，將獲得國民黨提名為總統候選人。[28][29][30]

## 6月17日
- 民進黨中執會通過提名11位艱困選區立法委員候選人，其中6位被提名人是縣市議員。至此，在34個非現任立委的新人選區裡，民進黨有16位被提名人是在2014年九合一選舉當選的公職人員，此16人中有明顯新潮流系背景者有5人[31]。

## 6月18日
- 國立高雄海洋科技大學、國立高雄第一科技大學、國立高雄應用科技大學三校本日同時舉行校務會議並分別對合併案投票，僅國立高雄應用科技大學一校否決，前二校將呈報合併計畫書予教育部以便將來整併為國立高雄科技大學。[32][33]

## 6月19日
- 台北地檢署偵辦前台北101董事長林鴻明與其弟中華奧委會主席林鴻道被控中聯信託背信案，檢察官諭令林鴻道以新臺幣2千萬元交保[34]。

## 6月22日
- 2017年世大運組織委員會舉行會議，會中委員會主席、台北市市長柯文哲宣布2017年台北世大運的開閉幕不在臺北大巨蛋舉辦，改至台北田徑場，也將向國際大學運動總會提報變更。[35][36][37]

## 6月24日
- 台灣麥當勞將出售在台所有直營店與二十年經營權，爾後改為加盟模式[38]。

## 6月27日
- 第26屆金曲獎今日在台北小巨蛋舉行頒獎典禮[39]。
- 新北市八仙水上樂園發生八仙樂園彩色派對火災，造成498人輕重傷。[40][41][42][43]

## 6月28日
- 中華民國教育部校安中心接獲輔大心理系性侵事件通報，輔仁大學則組成性平小組處理此案。檢察官在巫姓被害人下體採集到王嫌DNA後將王嫌送辦，並將王凱民依乘機性交罪起訴。[44][45][46]